# Museo di storia dell'agricoltura e della pastorizia
Il Museo di Storia dell'Agricoltura e della Pastorizia di Morano Calabro (Cosenza) è un museo di cultura materiale ideato e realizzato da Francesco Mainieri (1930-2015), professore di storia e filosofia nel Liceo Classico di Castrovillari, in collaborazione con alcuni giovani studenti di Morano. Allestito inizialmente in alcuni ambienti della Scuola Elementare del paese, nel 2003 venne trasferito in una porzione del Palazzo Salmena, di proprietà comunale.

## Le origini

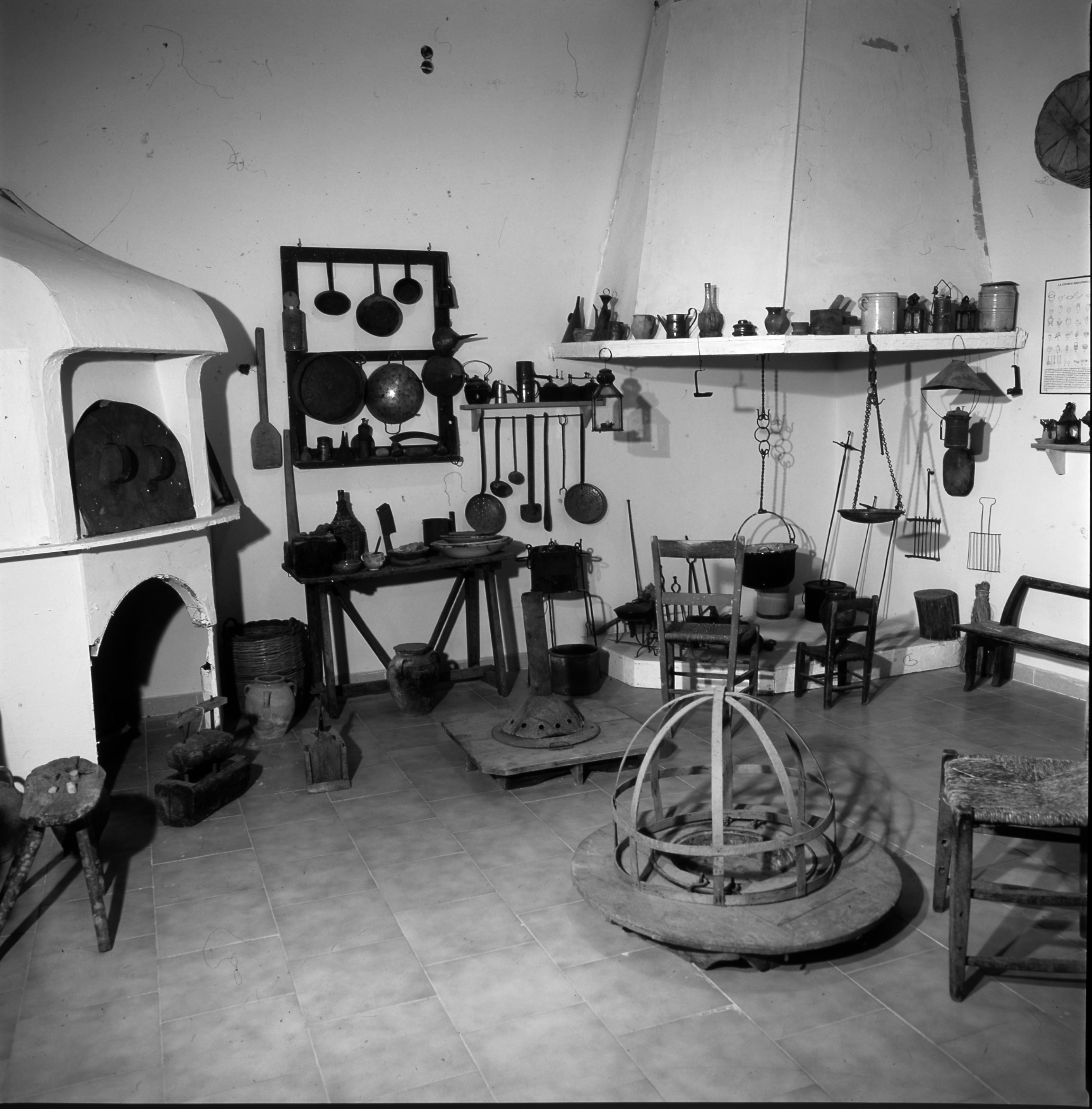
Interno di una casa contadina allestita nel Museo

La realizzazione del Museo venne preceduta dall'allestimento di due mostre storiche, sempre curate da Francesco Mainieri: Un paese e la sua storia. Morano dal Settecento agli inizi del Novecento (1977) e Contadini e pastori a Morano tra passato e presente (1981).
Con la prima mostra Francesco Mainieri e i suoi collaboratori ricostruirono in che modo a Morano erano state vissute alcune vicende della storia moderna: il risveglio del Settecento, l'eversione della feudalità nell'età napoleonica, gli eventi risorgimentali, la crisi post-unitaria, l'emigrazione, la nascita del socialismo ecc. La mostra ha analizzato dal punto di vista storico fatti ed episodi riguardanti soprattutto i gruppi sociali dominanti.
Con la seconda Francesco Mainieri ha analizzato la cultura materiale inerente ai due settori portanti dell'economia locale di un tempo: l'agricoltura e la pastorizia. Una ricerca interdisciplinare nata dall'esigenza di reagire alla rimozione del passato da parte dei ceti popolari, che avevano identificato nel passato solo ed unicamente il loro stato di povertà ed oppressione.
Dalla seconda mostra nacque l'idea di farla diventare permanente, in un primo momento, e, successivamente, di trasformarla nel Museo di Storia dell'Agricoltura e della Pastorizia. La mostra fu allestita in alcuni locali della Scuola Elementare, messi a disposizione dell'Amministrazione comunale.
Senza indulgere ad alcuna forma di mitizzazione di un sistema di vita al tramonto (che non si può definire semplicemente "contadino" o "rurale", essendo i due termini abbastanza abusati e riduttivi), l'intento era quello di ricostruire i tratti peculiari e cogliere i valori più autentici. L'oggetto della ricerca che ha intrapreso Mainieri è stato l'universo popolare e in particolare la cultura materiale inerente ai due settori portanti dell'economia locale di un tempo. L'approccio metodologico che ha prevalso è stato quello delle scienze storico-sociali: ciò al fine di evitare una visione astorica dei fenomeni da indagare e tendere, al contrario, ad una loro rigorosa contestualizzazione. Nel considerare la realtà agro-pastorale, Mainieri si è attenuto ad un'analisi storica puntuale e circostanziata ogni forma di contadinismo retorico e di maniera.
Così è nato il Museo di Storia dell'Agricoltura e della Pastorizia. Già dal nome che gli ha dato Francesco Mainieri è chiara la sua visione che avrebbe dato al suo museo: non uno dei tanti musei della civiltà contadina, che già agli inizi degli anni ottanta del secolo scorso erano stati realizzati, ma un museo dove il racconto della storia delle trasformazioni che ha subito il territorio si intreccia con quello della vita dei contadini e dei pastori.
È per questo motivo il Museo è stato definito un museo «del territorio e della memoria»: la memoria dei contadini e dei pastori attraverso i loro attrezzi e gli utensili di vita quotidiana.

## La struttura del Museo
Il Museo è stato strutturato da Francesco Mainieri in nove sezioni. Dopo una descrizione dettagliata delle trasformazioni subite dal territorio nel suo complesso, soprattutto tra l’Ottocento e i primi anni del Novecento, vengono descritti lo sviluppo dell’abitato, l’assetto della proprietà terriera, i rapporti di produzione nelle campagne, l’utilizzo delle acque, il lavoro agricolo e quello dei pastori, l’edilizia rurale, le industrie della lana e della seta, i mulini e le gualchiere.

### Sezione 1 - Il territorio e il paesaggio agrario. L'abitato. Le acque

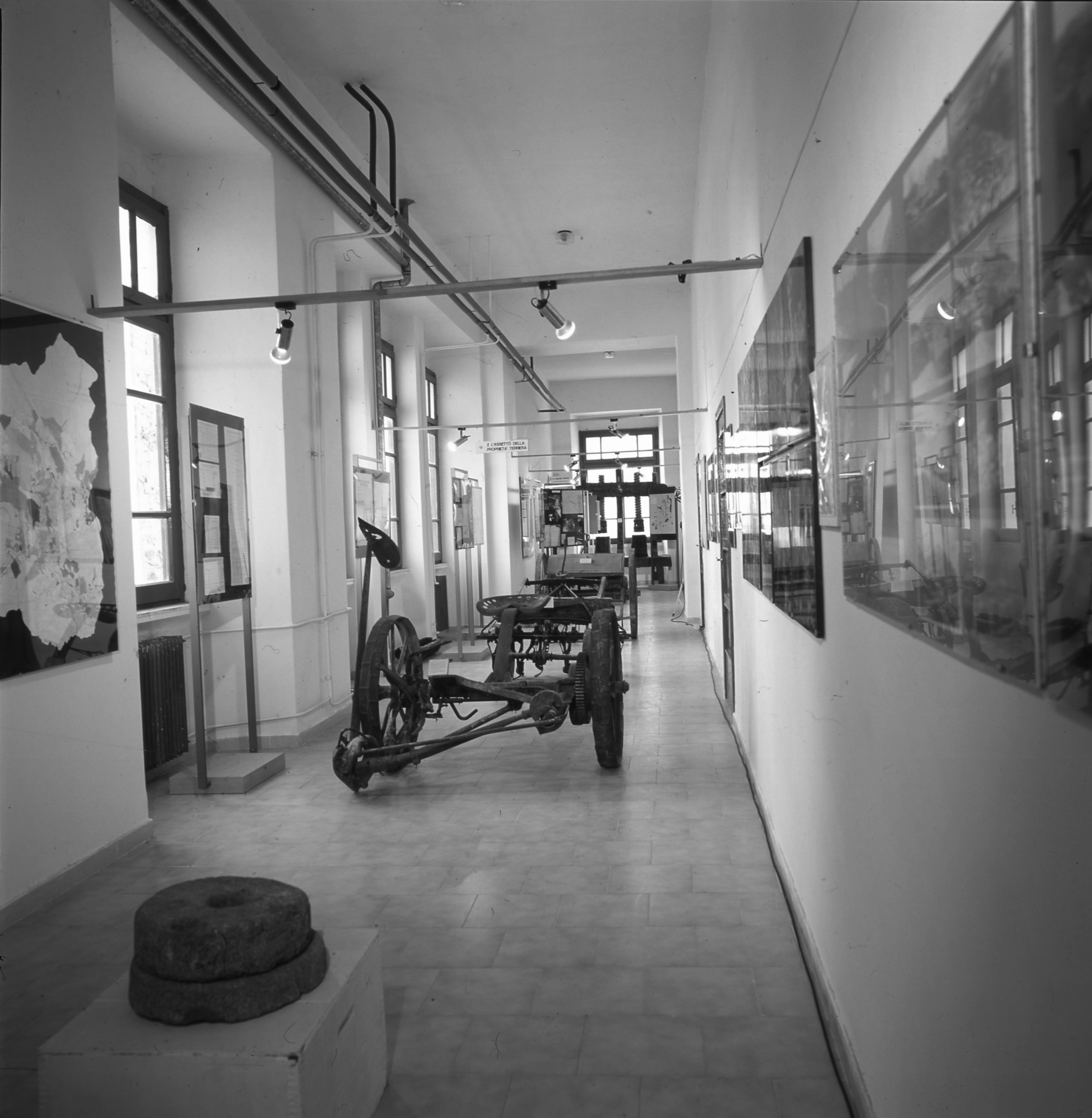
Attrezzi conservati nel Museo.jpg

La sezione si concentra sulle trasformazioni che il territorio di Morano ha subìto nel corso dei secoli scorsi, e che hanno riguardato il paesaggio agrario e l'abitato, l'uso agricolo del suolo, le acque e la loro utilizzazione.

### Sezione 2 - L'assetto della proprietà e la sua evoluzione
Partendo dai dati contenuti nel Catasto provvisorio del 1811, la sezione descrive, attraverso dettagliate tabelle, la proprietà terriera nel territorio di Morano tra l’Ottocento e la prima metà del Novecento.

### Sezione 3 - I rapporti di produzione nelle campagne e la popolazione agricola
Al frazionamento e alla frammentazione della proprietà terriera fa riscontro a Morano un’accentuata articolazione e stratificazione della società contadina. Lo stesso contadino spesso impersonava contemporaneamente diverse figure sociali del mondo rurale: da quella del lavoratore salariato a quella del colono e dell’affittuario, a quella del piccolo proprietario coltivatore.

### Sezione 4 - Il lavoro agricolo: gli strumenti e le tecniche
La documentazione del lavoro agricolo presente nel Museo è affidata, oltre che agli attrezzi, a fotografie, che ritraggono forme del lavoro agricolo per rievocare il modo in cui in passato avveniva la coltivazione della terra.

### Sezione 5 - La pastorizia e i pastori
La particolare conformazione del territorio di Morano è il primo dato da cui è partita la ricerca per comprendere il considerevole ruolo che, soprattutto nel passato, ha sempre avuto la pastorizia nell’economia locale. L’allevamento brado, in cui essa consiste, è anche facilitato dalla notevole estensione e della diversità dei livelli altimetrici del suo territorio.

### Sezione 6 - L'edilizia rurale
Nell’ambito della storia generale del paesaggio agrario di Morano e in relazione, in particolare, alle trasformazioni che esso ha subito soprattutto tra l’Ottocento e i Novecento, un considerevole interesse riveste l’analisi dell’edilizia rurale, che si caratterizza per l’elevata densità degli insediamenti e per la qualità e varietà dei tipi edilizi.

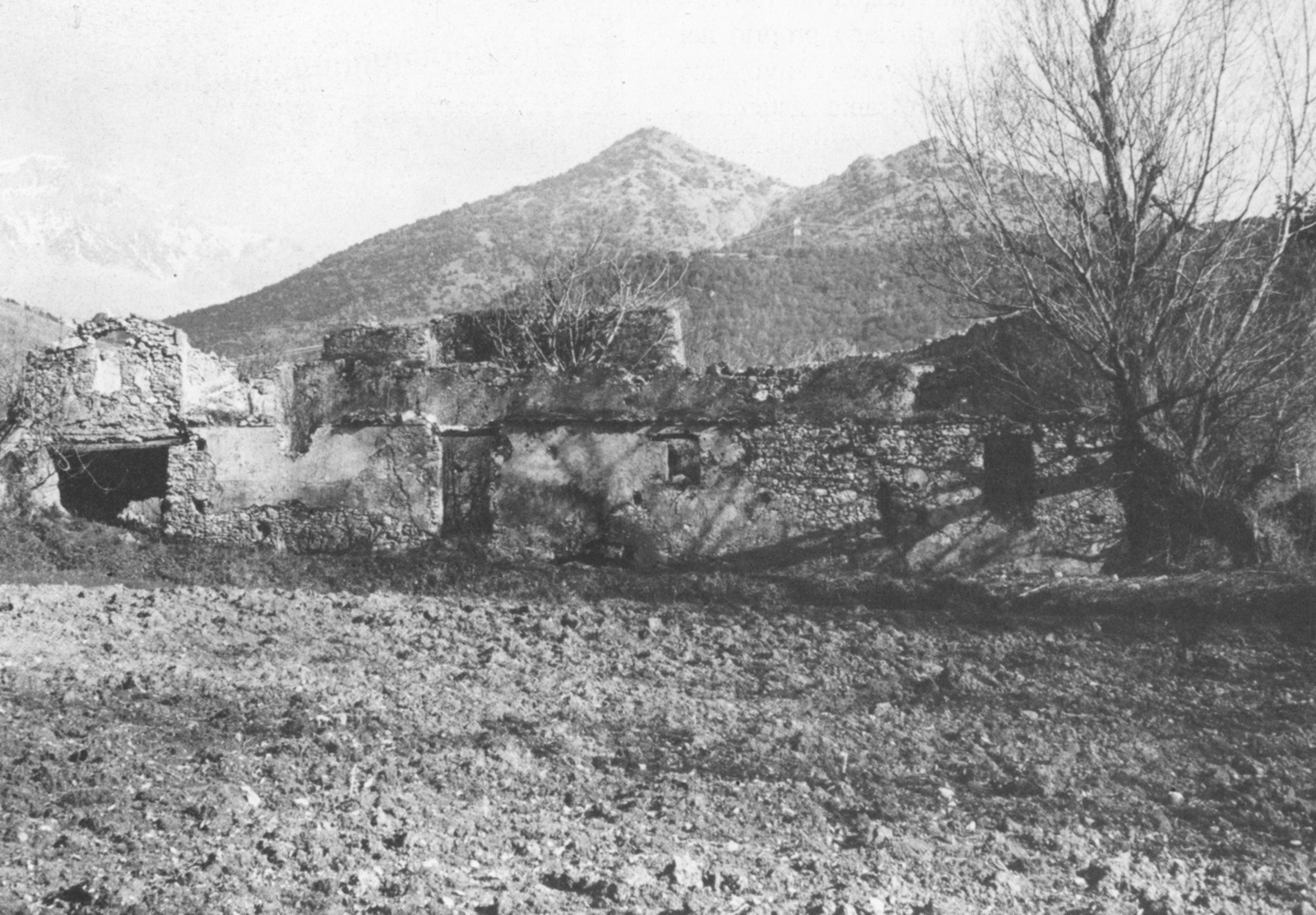
Ruderi di un mulino ad acqua con annessa gualchiera

### Sezione 7 - L'interno della casa contadina
Nel Catasto provvisorio del 1811 le abitazioni con una stanza, a Morano, erano oltre mille e rappresentavano circa il 67 percento dell’intero patrimonio abitativo composto di circa millecinquecento abitazioni. Tale caratteristica è ancora visibile percorrendo l’abitato.
All’interno del Museo è allestita una stanza tipo, dove sono raccolti gli utensili che “arredavano” l’abitazione contadina, nonché alcuni tra gli indumenti del vestiario popolare tradizionale.

### Sezione 8 - Le industrie rurali: la lana e la seta
Per ricostruire i caratteri e l’evoluzione del paesaggio agrario di Morano, non sono poche le fonti che hanno evidenziato l’importanza che hanno avuto in passato, nell’economia locale, le industrie della lana e della seta, connesse alla pastorizia e all’agricoltura.

### Sezione 9 - I mulini e le gualchiere
Agli inizi dell’Ottocento vi erano a Morano, come risulta dal Catasto provvisorio del 1811, nove mulini e tre gualchiere.
Le loro caratteristiche tecniche e la struttura architettonica degli edifici in cui erano situati, non differivano da quelle della maggior parte dei mulini e delle gualchiere della Calabria.

## La donazione del Museo al Comune di Morano Calabro

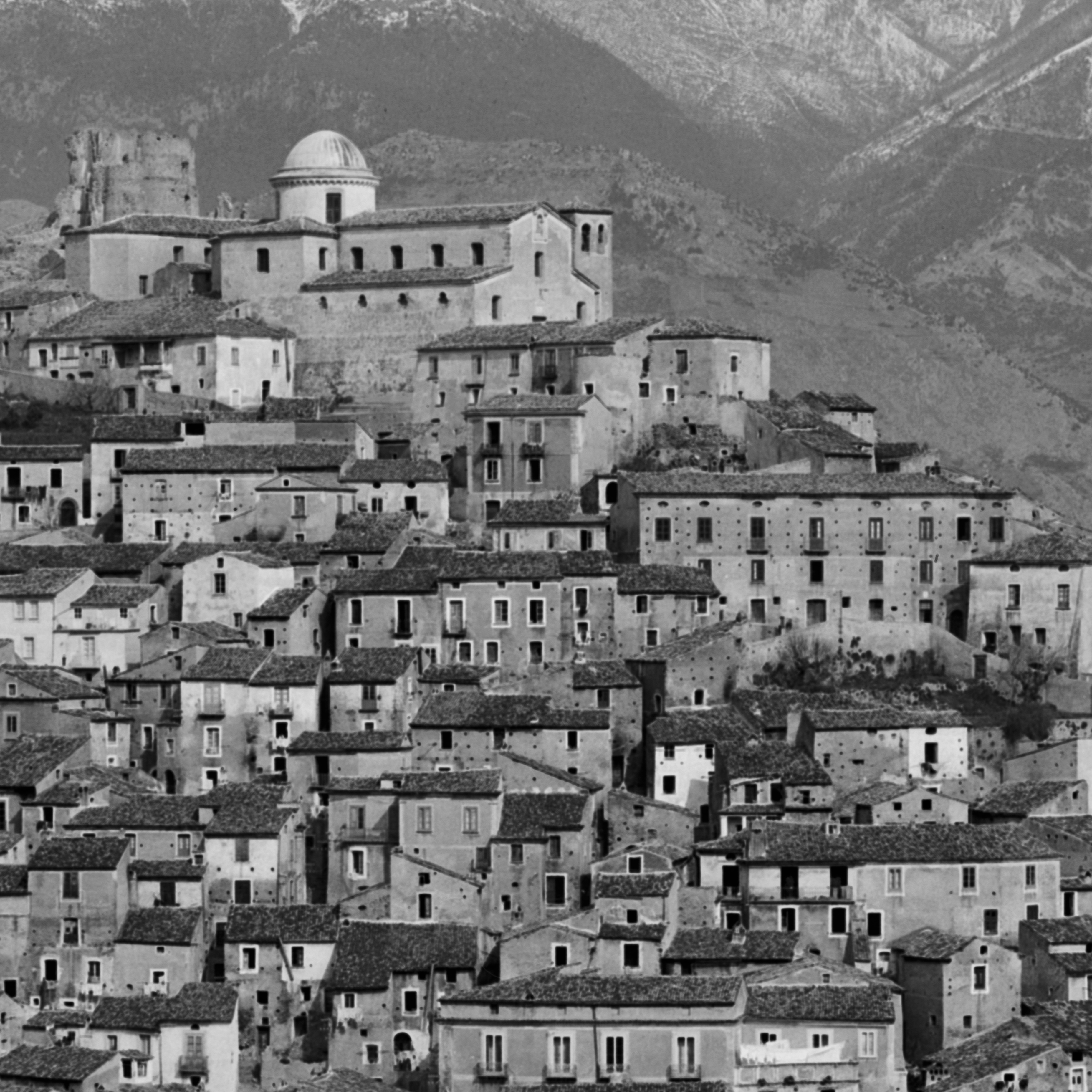
Morano Calabro • Panorama (parziale) • 1935

Nel 2003, Francesco Mainieri donò il Museo al Comune di Morano Calabro. Nell'occasione, il Consiglio Comunale ha redatto e approvato lo Statuto del Museo, in cui sono indicati gli obiettivi e le attività da perseguire.
In primo luogo il Museo, attraverso la sua governance, avrebbe dovuto rivolgere la propria attività alla raccolta, conservazione ed esposizione delle testimonianze - nell'accezione più larga del termine - della cultura materiale di un tempo. Avrebbe dovuto caratterizzarsi come un centro propulsore di piani o progetti di ricerca su temi che avessero avuto un'attinenza diretta o indiretta con i contenuti del Museo, nonché di iniziative e manifestazioni culturali di ampio respiro che fossero in grado di coinvolgere un pubblico più vasto in una riflessione su fenomeni e situazioni del passato in relazione al presente e ai suoi problemi.
In sintesi il Museo avrebbe dovuto contribuire alla promozione culturale dei cittadini ed alla fruizione turistica del territorio.
Nel 2003 il Museo venne trasferito in una porzione di Palazzo Salmena, un palazzo "gentilizio" del borgo antico.

## Valorizzazione e rigenerazione del Museo: il progetto MuSAP e l'AssociazioneLo studio di Francesco

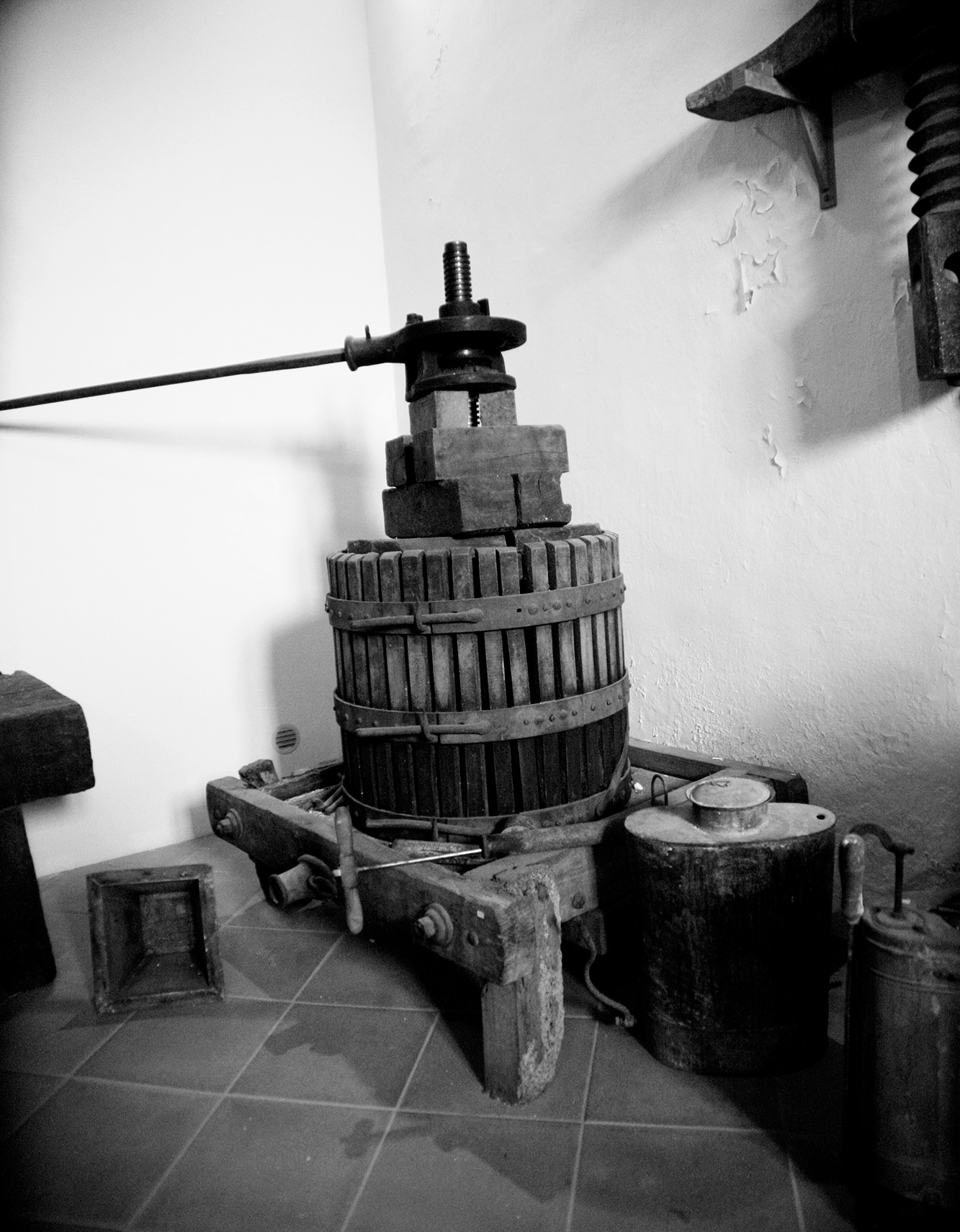
Torchio conservato nel Museo

Nel 2017 il gruppo promotore dell'Associazione "Lo studio di Francesco" ha iniziato ad occuparsi delle condizioni del Museo, sollecitato da una nota/testamento che aveva redatto Francesco Mainieri nel marzo del 2014, un anno prima della sua scomparsa. In tale nota Mainieri aveva espresso seri dubbi che il Museo, dopo la sua morte, potesse fare la sua stessa fine. Auspicava, però, che si potessero trovare le necessarie risorse per farlo rivivere attraverso anche un nuovo progetto museologico e museografico.
Nel dicembre del 2017 iniziarono le attività del gruppo promotore de "Lo studio di Francesco". Uno dei primi passi compiuti è stata l'ideazione di un acronimo che potesse rappresentare e far conoscere il Museo, corredato da un suo logo. L'acronimo scelto è stato MuSAP. Accanto all'acronimo è stato ideato anche il logo. Non solo: dopo aver organizzato il Morano MuSAP Forum '17, è stato redatto il Progetto MuSAP che ha visto gettare le basi per la rigenerazione del Museo. In tale progetto è previsto di dare al Museo una connotazione di centro culturale a servizio delle comunità di riferimento. Lo slogan adottato, "Raccontare. Coinvolgere. Emozionare", è alla base dell'elaborazione dei i nuovi progetti museologico e museografico.
Con iniziative successive (tra cui Morano MuSAP Forum '18, Morano MuSAP Forum 2.0, Morano MuSAP Forum 2.1 ecc.) sono stati fissati gli obiettivi del Progetto MuSAP: la redazione e approvazione da parte del Comune del nuovo Statuto del Museo, con definizione dettagliata della governance; l'elaborazione e attuazione del progetto museologico e di quello museografico; l'arricchimento del Museo con altre sezioni riguardanti l'emigrazione, le caratteristiche dei dialetti di Morano e dei paesi confinanti, la religiosità popolare, la cucina popolare; la realizzazione di un museo digitale accanto a quello reale; la costituzione di una rete museale tra i musei, non solo DEA, delle Provincie di Cosenza, Potenza e Matera ricadenti all'interno del Parco del Pollino e dei Parchi limitrofi; la costituzione di una Cooperativa di Comunità.
L'Associazione Lo studio di Francesco è stata costituita il 10 giugno 2020, con lo scopo principale di portare avanti il progetto museologico/museografico necessario per la rigenerazione del museo, in primo luogo mediante la digitalizzazione di tutto il materiale esposto nel museo (attrezzi di lavoro, utensili di uso quotidiano, tessuti, vestiti, fotografie, documenti ecc.) e il suo caricamento in Wikimedia Commons.